# NGC 5329
NGC 5329 est une vaste galaxie elliptique située dans la constellation de la Vierge. Sa vitesse par rapport au fond diffus cosmologique est de 7 389 ± 37 km/s, ce qui correspond à une distance de Hubble de 109,0 ± 7,7 Mpc (∼356 millions d'al). NGC 5329 a été découverte par l'astronome germano-britannique William Herschel en 1786.
À ce jour, une mesure non basée sur le décalage vers le rouge (redshift) donne une distance d'environ 117,000 Mpc (∼382 millions d'al). Cette valeur est à l'extérieur des valeurs de la distance de Hubble. Notons que c'est avec la valeur moyenne des mesures indépendantes, lorsqu'elles existent, que la base de données NASA/IPAC calcule le diamètre d'une galaxie et qu'en conséquence le diamètre de NGC 5329 pourrait être d'environ 48,8 kpc (∼159 000 al) si on utilisait la distance de Hubble pour le calculer.

## Supernova
La supernova SN 2009ep a été découverte dans NGC 5329 le 11 mai 2009 par X. Parisky, S. B. Cenko, W. Li et A. V. Filippenko de l'université de Californie à Berkeley dans le cadre du programme LOSS (Lick Observatory Supernova Search) de l'observatoire Lick. Cette supernova était de type Ia.